# Bacchus et un tigre
Bacchus et un tigre est une fresque réalisée par le peintre français Eugène Delacroix à l'automne 1834, pendant un séjour à l'abbaye de Valmont, en Seine-Maritime. Cette peinture mythologique représente le dieu romain Bacchus tendant une coupe pleine à un tigre qui en lappe le contenu, assis au milieu de vignes. Achetée en 1992, l'œuvre fait partie des collections du musée national Eugène-Delacroix, à Paris.